# Mahmoud Namdjou
Mahmoud Namdjou (* 22. September 1918 in Rascht; † 21. Januar 1990; persisch محمود نامجو) war ein iranischer Gewichtheber, Bodybuilder und Teilnehmer an den Olympischen Sommerspielen 1948 in London, 1952 in Helsinki und 1956 in Melbourne.

## Leben
Namdjou begann im Alter von 20 Jahren mit dem Gewichtheben und beteiligte sich ab 1939 an nationalen Wettkämpfen Irans. Infolge des Krieges und der Nachkriegszeit musste er bis zu seinem 30. Lebensjahr warten, ehe er im Jahr 1948 bei seinen ersten internationalen Meisterschaften, den Olympischen Spielen 1948 in London, teilnehmen konnte. Dort belegt er den 5. Platz im "Bantamgewicht (56 kg)". In der von Oscar State, dem späteren Generalsekretär des Internationalen Gewichtheber-Verbandes, zusammengestellten Weltrangliste für 1948 stand Namdjou mit 310 kg im olympischen Dreikampf an erster Stelle vor dem Olympiasieger von 1948 Joseph DePietro, Vereinigte Staaten, 307,5 kg und Asdarov, Sowjetunion, 305 kg. In seinem Kommentar dazu schreibt State: „Namdjous Leistung von 310 kg stellt ihn an die Spitze der Bantamgewichtler für das Jahr 1948. Bis jetzt aber haben wir nur von ihm selbst gehört, daß er diese Leistung geschafft haben soll. Ich glaube aber, daß er tatsächlich zu einer solchen Leistung fähig ist.“ Wie recht Oscar State haben sollte, zeigte sich in den nächsten Jahren, in denen Namdjou, trotz seines fortgeschrittenen Alters, noch viele Erfolge erzielte, zwei olympische Medaillen gewann und dreimal Weltmeister wurde.
Neben dem Gewichtheben war Namdjou auch als Artist und Bodybuilder bekannt.

## Internationale Erfolge
(OS = Olympische Spiele, WM = Weltmeisterschaften, Ba = Bantamgewicht)
- 1948, 5. Platz, OS in London, Ba, mit 290 kg, hinter Joseph DePietro, USA, 307,5 kg, Julian Creus, Großbritannien, 297,5 kg und Richard Tom, USA, 295 kg;
- 1949, 1. Platz, WM in Scheveningen, Ba, mit 312,5 kg, vor Kamal Mahgoub, Ägypten, 295 kg und Joseph DePietro, 295 kg;
- 1950, 1. Platz, WM in Paris, Ba, mit 310 kg, vor Rafael Tschimischkjan, UdSSR, 305 kg und Kamal Mahgoub, 297,5 kg;
- 1951, 1. Platz, WM in Mailand, Ba, mit 317,5 kg, vor Ali Mirzahi, Iran, 305 kg und Kamal Mahgoub, 292,5 kg;
- 1952, Silbermedaille, OS in Helsinki, Ba, mit 307,5 kg, hinter Iwan Udodow, UdSSR, 315 kg und vor Mirzahi, 300 kg;
- 1954, 2. Platz, WM in Wien, Ba, mit 307,5 kg, hinter Bakir Farchutdinow, UdSSR, 315 kg und vor Mirzahi 302,5 kg;
- 1955, 3. Platz, WM in München, Ba, mit 312,5 kg, hinter Wladimir Stogow, UdSSR, 335 kg und Charles Vinci, USA, 317,5 kg;
- 1956, Bronzemedaille, OS in Melbourne, Ba, mit 332,5 kg, hinter Vinci, 342,5 kg und Stogow, 337,5 kg;
- 1957, 3. Platz, WM in Teheran, Ba, mit 320 kg, hinter Stogow, 345 kg und Ali Sonboli, Iran, 327,5 kg;
- 1958, 2. Platz, Asia-Games in Tokio, Ba, mit 315 kg, hinter Shigeo Kogure, Japan, 325 kg und vor Alberto Nogar, Philippinen, 297,5 kg

## Weltrekorde
- Beidarmiges Stoßen:
  - 128 kg, 1949 in London (OS), Bantamgewicht (56 kg)
- Olympischer Dreikampf:
  - 310 kg, 1948 in Teheran (WM), Bantamgewicht (56 kg)
  - 317,5 kg, 1951 in Mailand (WM), Bantamgewicht (56 kg)